# Ломовая (приток Айсаза)
Ломовая — река в России, протекает по Каргасокскому району Томской области. Устье реки находится в 33 км по левому берегу реки Айсаз (Айзас). Длина реки составляет 26 км.

## Данные водного реестра
По данным государственного водного реестра России относится к Верхнеобскому бассейновому округу, водохозяйственный участок реки — Васюган, речной подбассейн реки — бассейны притоков (Верхней) Оби от Кети до Васюгана. Речной бассейн реки — (Верхняя) Обь до впадения Иртыша.
Код объекта в государственном водном реестре — 13010800112115200030157.